# Collbató
Collbató est une commune de la province de Barcelone, en Catalogne, en Espagne, de la comarque de Baix Llobregat.

## Géographie
Accès par autoroute espagnole A-2 (sortie 126).

## Jumelage
- Cazères (France) depuis le 10 octobre 1986.